# 蕭薬師奴
蕭薬師奴（しょう やくしど、生没年不詳）は、遼（契丹）の政治家。

## 経歴
蕭朮哲の甥にあたる。祗候郎君に補任された。太康年間、興聖宮使となり、同知殿前点検司事に累進した。寿昌3年（1097年）、右夷離畢に転じた。寿昌4年（1098年）、西夏の李乾順が北宋の攻撃を受けて救援を求めてきた。道宗は薬師奴を北宋への使者に立てて撤兵を求めると、北宋はこれを受け入れた。寿昌5年（1099年）、薬師奴は帰国すると南面林牙となり、知契丹行宮都部署事を兼ねた。
乾統初年、安東軍節度使として出向し、死去した。

## 伝記資料
- 『遼史』巻91 列伝第21